# Catalepsia (filosofía)
La catalepsia (en griego: κατάληψις, «comprender») en la filosofía estoica, significaba comprensión. Para los filósofos estoicos, la «catalepsia» era una premisa importante con respecto al estado de ánimo de uno en lo que se refiere a captar conceptos filosóficos fundamentales, y representa la solución estoica al problema del criterio.

## Estoicismo
Según los estoicos, la mente está siendo bombardeada constantemente con impresiones ( phantasiai ). (Una impresión que surge de la mente se denomina fantasma.) 
Algunas de estas impresiones son verdaderas y otras falsas. Las impresiones son verdaderas cuando se afirman verdaderamente, falsas si se afirman erróneamente, como cuando uno cree que un remo sumergido en el agua se rompe porque así lo parece. Cuando Orestes, en su locura, confundió a Electra con una furia, tuvo una impresión tanto verdadera como falsa: verdadera en la medida en que vio algo, a saber, Electra; falso, en la medida en que Electra no era una Furia. Creyendo que la mente discriminaba instintivamente entre impresiones reales y falsas, los estoicos decían que no se debe dar crédito a todo lo que se percibe, sino sólo a aquellas percepciones que contienen alguna marca especial de las cosas que aparecen. A esa percepción se le llamó entonces percepción comprensible. El es aquello que está impresionado por un objeto que existe, y que es una copia de ese objeto y no puede ser producido por ningún otro objeto.
Cicerón relata que  Zeno ilustraría  katalepsis  de la siguiente manera:

mostraba su mano frente a uno con los dedos extendidos y decía "Una apariencia visual es así"; luego cerró un poco los dedos y dijo: "Un acto de asentimiento es así"; luego apretó los dedos muy juntos y cerró el puño, y dijo que eso era comprensión (y de esta ilustración le dio a ese proceso el nombre real de "katalepsis", que no había tenido antes); pero luego solía aplicar su mano izquierda a su puño derecho y apretarlo con fuerza y fuerza, y luego decir que ese era el conocimiento, que no estaba al alcance de nadie más que del sabio.

Katalepsis fue la principal manzana de la discordia entre los estoicos y las dos escuelas de escepticismo filosófico durante el período helenístico: los pirronistas y los escépticos académicos de la Academia platónica. Estos escépticos, que eligieron a los estoicos como sus opuestos filosóficos naturales, evitaron gran parte de lo que los estoicos creían con respecto a la mente humana y los métodos propios para comprender significados mayores. Para los escépticos, todas las percepciones eran acatalépticas, es decir, no guardaban conformidad con los objetos percibidos o, si tuvieran alguna conformidad, nunca se podría saber.